# Jimmy Lai
Jimmy Lai, pseudonimo di Chee-Ying Lai (cinese:黎智英); (Canton, 8 dicembre 1947), è un imprenditore, editore e attivista hongkonghese.
Ha fondato la catena d'abbigliamento Giordano e Next Digita, società dell'informazione quotata in Borsa, e il quotidiano Apple Daily, il più diffuso nella zona e costretto a chiudere nel 2021 dopo il suo arresto, la condanna e il sequestro dei beni). È uno dei più noti sostenitori del movimento pro-democrazia di Hong Kong.
Cittadino britannico dal 1996, Lai è anche un collezionista d'arte ed è stato arrestato il 10 agosto 2020 dalla polizia di Hong Kong con l'accusa di aver violato la nuova legge sulla sicurezza nazionale del territorio, un'azione che suscitò critiche diffuse. Da allora è entrato e uscito dal carcere.

## Biografia

### Infanzia e fuga a Hong Kong
Jimmy Lai è nato nel 1947 in una famiglia povera di Canton, in Cina. Ha iniziato a lavorare all'età di nove anni, trasportando bagagli nella stazione ferroviaria di Guadong.
Nel 1960, all'età di 13 anni, è salito su una barca diretta ad Hong Kong, nascosto nello scafo. Lì ha iniziato a lavorare in una fabbrica di guanti di lana, facendo man mano carriera fino a diventare direttore di fabbrica all'età di 20 anni.

### Fondazione di Giordano
Volendo aumentare i propri ricavi, decise di investire i propri guadagni in borsa, trovando il successo. A questo punto aveva abbastanza denaro per acquistare una fabbrica di abbigliamento in fallimento, la Comitex, che rimise in sesto, iniziando a produrre maglioni. I clienti includevano JC Penney, Montgomery Ward e altri rivenditori statunitensi.
Premiando i venditori con incentivi finanziari a Hong Kong, ha costituito la catena Giordano.

### Editoria
In seguito alle proteste di Piazza Tiananmen del 1989, Lai divenne un sostenitore della democrazia e iniziò a criticare Pechino. Distribuì delle magliette di Giordano con i ritratti di leader studenteschi e iniziò a pubblicare Next Magazine, un giornale noto per i suoi reportage incisivi. Nel 1993 pubblicò un articolo in cui definiva il premier cinese Li Peng "il figlio di un uovo di tartaruga". Come ritorsione, il governo cinese chiuse tutti i rivenditori Giordano nella Cina continentale.
Nel 1995, con l'avvicinarsi del passaggio di consegne di Hong Kong dal Regno Unito alla Cina, Lai ha fondato l'Apple Daily. La stampa del giornale salì a 400 000 copie nel 1997, rendendolo il secondo più diffuso sul territorio.

### Pubblicazioni a Taiwan
Jimmy Lai ha lanciato l'edizione di Taiwan di Next Magazine nel 2001 e di Apple Daily nel 2003, affrontando rivali fortemente radicati. Questi hanno fatto notevoli sforzi per contrastarlo, spingendo gli inserzionisti a boicottarlo e i distributori a non effettuare la consegna a domicilio. I suoi uffici di Taiwan sono stati vandalizzati in numerose occasioni, ma da quando le pubblicazioni hanno raggiunto il maggior numero di lettori nella loro categoria i boicottaggi sono terminati.

### Altre società
Durante il boom delle dot-com alla fine degli anni '90, Lai ha avviato un'attività di rivenditore di generi alimentari basato su Internet che offriva servizi di consegna a domicilio, adMart. L'azienda ha ampliato il suo campo di azione per includere anche elettronica e forniture per ufficio, ma è stata chiusa dopo aver perso tra 100 e 150 milioni di dollari. Lai attribuì questo fallimento aziendale ad un'eccessiva fiducia e a una mancanza di una pratica strategia aziendale.
Nel 2011, Next Media ha venduto la partecipazione del 70% della controllata di Next Media Colored World Holdings (CWH, incorporata nelle Isole Vergini Britanniche) a Sum Tat Ventures (STV, incorporata nelle Isole Vergini britanniche), una società privata posseduta al 100% da Jimmy Lai. Si stima che il CWH abbia un valore patrimoniale netto di 6,1 milioni di dollari. STV ha pagato 100 milioni di dollari in contanti per una partecipazione del 70% di CWH. Nel 2013, STV ha pagato altri 20 milioni di dollari per la restante partecipazione del 30% di CWH. CWH stessa ha venduto le sue attività nel 2011 e ha cessato l'attività sempre nello stesso anno. In totale, STV ha pagato 120 milioni di dollari in contanti per CWH. Sul modulo di divulgazione Form 3B di Lai, STV è elencato con lo stesso indirizzo di corrispondenza di Next Media a Hong Kong.
Verso la fine del 2013, Lai ha speso circa 73 milioni di dollari (o 2,3 miliardi di NT$) per acquistare una quota del 2% (~ 17 milioni di azioni) nel produttore di elettronica taiwanese HTC.

### Attività politica ad Hong Kong

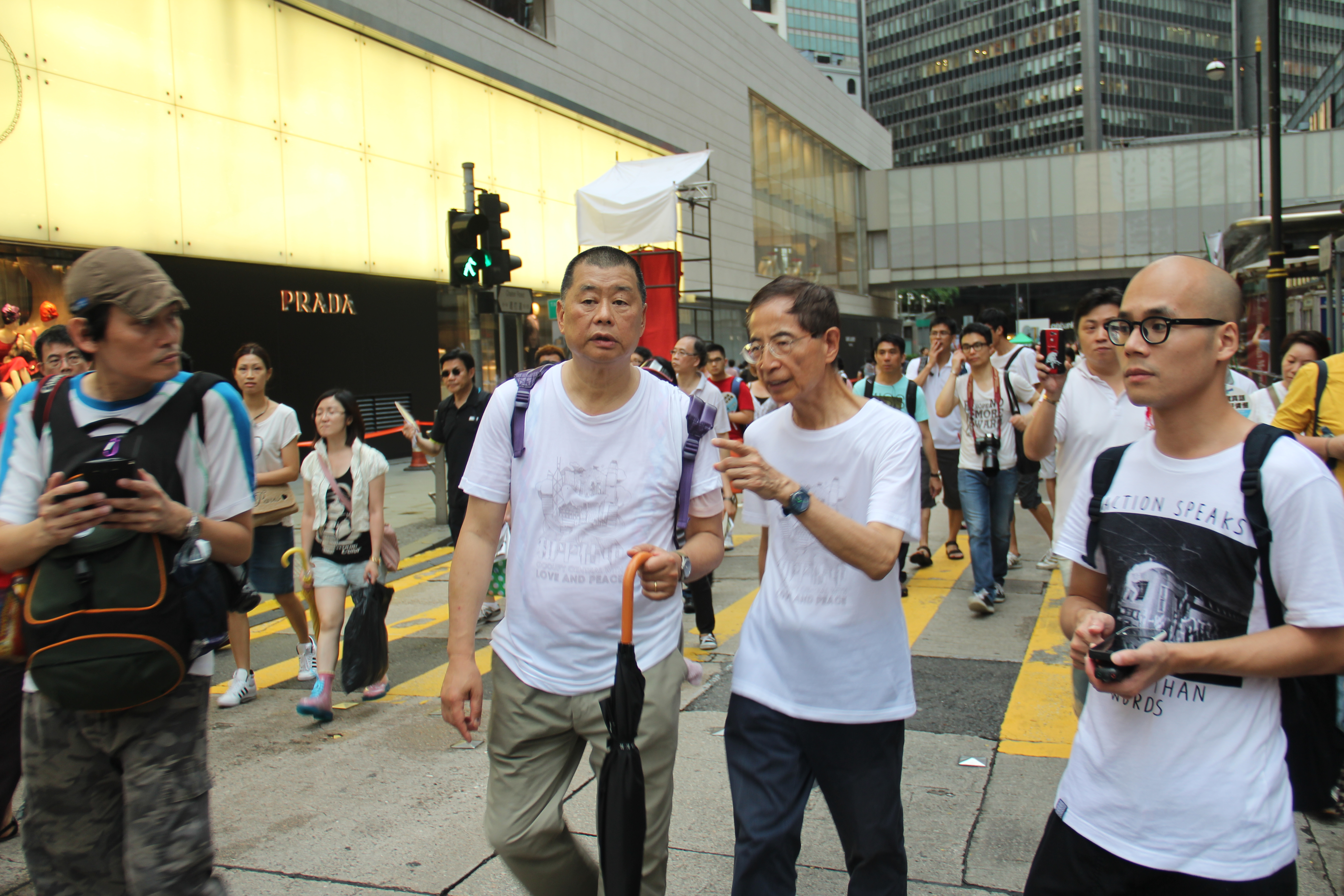
Lai e Martin Lee ad una manifestazione il 1º luglio del 2013

Jimmy Lai è uno dei principali finanziatori dei movimenti pro-democrazia, avendo donato milioni di dollari di Hong Kong per la causa. Intervistato dal New York Times, affermò: "Io sono nato in Cina, ho passato la mia infanzia in Cina. So cosa vuol dire vivere sotto il regime autoritario cinese". Nell'agosto del 2014 la sua casa venne perquisita dalla polizia e le sue donazioni finirono sotto esame. Era il periodo delle Proteste a Hong Kong del 2014, o Rivoluzione degli ombrelli.
Nel 2015 degli assalitori col volto coperto gettarono delle bombe Molotov contro la sua abitazione, come intimidazione.
Già in precedenza aveva ricevuto attacchi e minacce: era già stato speronato da un'auto e nel vialetto antistante casa erano stati lasciati un machete, un'ascia e dei messaggi minatori. Il portavoce di Next Media Mark Simon affermò che "si tratta dell'ennesimo tentativo di intimidire la stampa a Hong Kong. Questa è pura e semplice intimidazione". Sebbene l'attacco sia stato denunciato dal Segretario alla Giustizia di Hong Kong, gli attivisti per la democrazia ritengono che la polizia di Hong Kong e il governo (che è controllato da Pechino a partire dalla Dichiarazione congiunta sino-britannica del 1997) non sempre perseguono i crimini contro Apple Daily o il movimento per la democrazia e che raramente trovano i colpevoli.

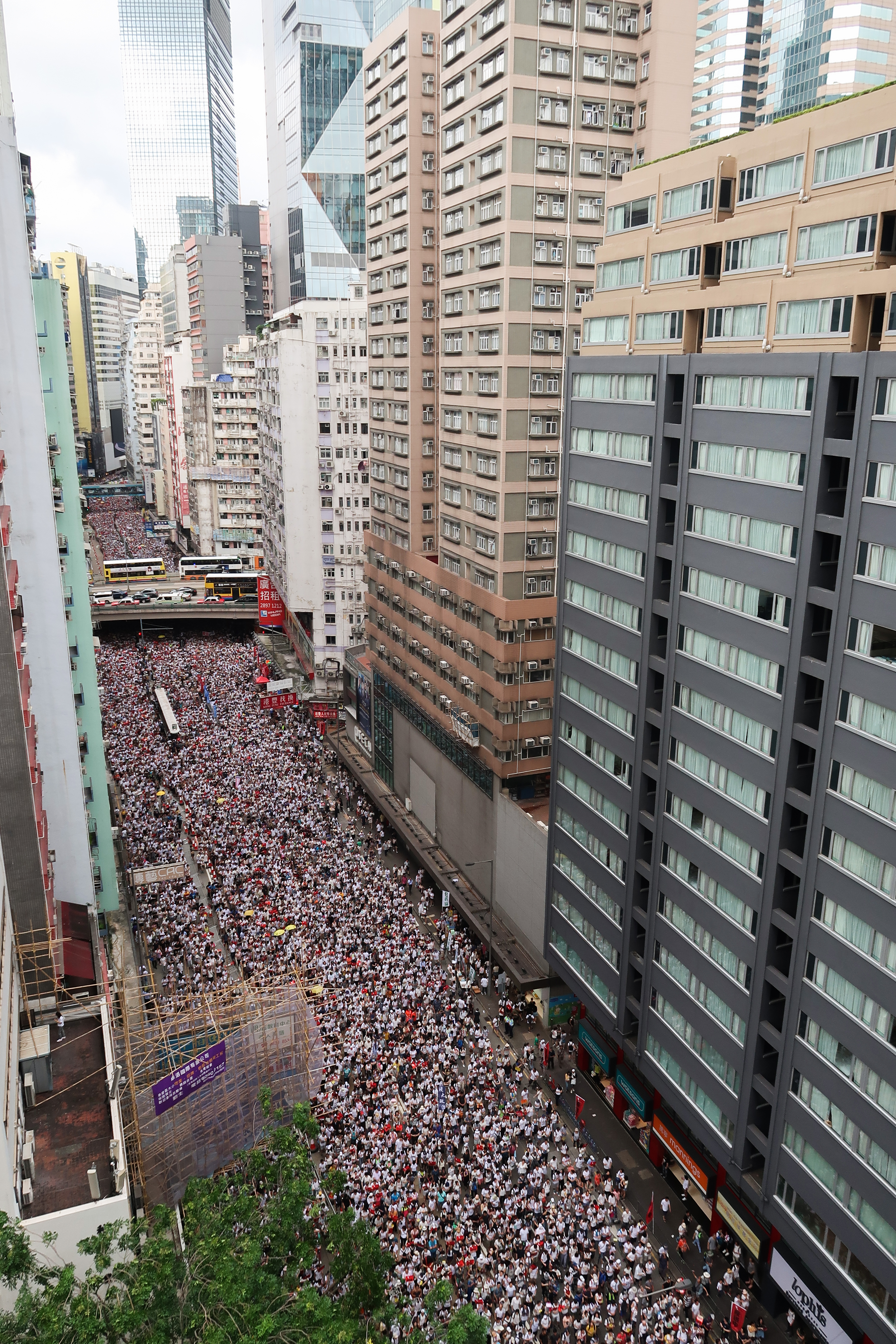
I dimostranti contro il disegno di legge anti-estradizione il 9 giugno 2019

Il 28 febbraio 2020, Lai è stato arrestato per assemblea illegale durante le Proteste a Hong Kong del 2019-2020, nonché per aver intimidito verbalmente un giornalista durante una manifestazione del 2017. Alcune ore dopo, è stato rilasciato su cauzione. L'udienza era stata fissata per il 5 maggio 2020. Il 18 aprile, Lai è stato nuovamente arrestato insieme ad altri 14 attivisti di alto profilo di Hong Kong, con l'accusa di organizzare, pubblicizzare o prendere parte a diverse assemblee non autorizzate tra agosto e ottobre 2019. Rilasciato, ora dovrà comparire in tribunale il 19 agosto, rischiando fino a 5 anni di reclusione. Il magnate dell'editoria ha affermato che combatterà fino all'ultimo contro la Legge sulla sicurezza nazionale imposta da Pechino, ovvero il nuovo pericolo per i movimenti pro-democrazia di Hong Kong. "Quello che ho, me l'ha dato questo posto [Hong Kong], continuerò a combattere fino all'ultimo giorno. Sarà un onore se mi sacrificherò", ha detto in un'intervista alla stampa internazionale.
Il 30 giugno 2020, la legge sulla sicurezza nazionale di Hong Kong è promulgata dal parlamento cinese. Prima che la legge fosse promulgata, Lai la definì "una campana a morto per Hong Kong" sostenendo che avrebbe distrutto lo stato di diritto del territorio.

### Arrestato e condannato
Il 10 agosto 2020 viene arrestato dalla polizia, con l'accusa di aver violato la legge sulla sicurezza nazionale. Le accuse, secondo quanto riporta il South China Morning Post, sarebbero di collusione con forze straniere e di frode. Sono stati arrestati anche due suoi figli e due dirigenti di Next Digital, la cui sede è perquisita da un centinaio di agenti, filmati dagli stessi giornalisti in diretta Facebook. A tal proposito, Chris Yeung Kin-hing, presidente della Hong Kong Journalists Association, si è detto "scioccato e inorridito", affermando che "ciò è quel che si vede in alcuni paesi del Terzo Mondo, dove la libertà di stampa viene soppressa". Il Partito democratico di Hong Kong ha affermato che "il governo vuole provocare un effetto deterrente all'interno dell'editoria" e che "la libertà di stampa e la libertà di parola garantite dalla Hong Kong Basic Law si trovano in uno stato precario". HSBC ha congelato il suo conto bancario.

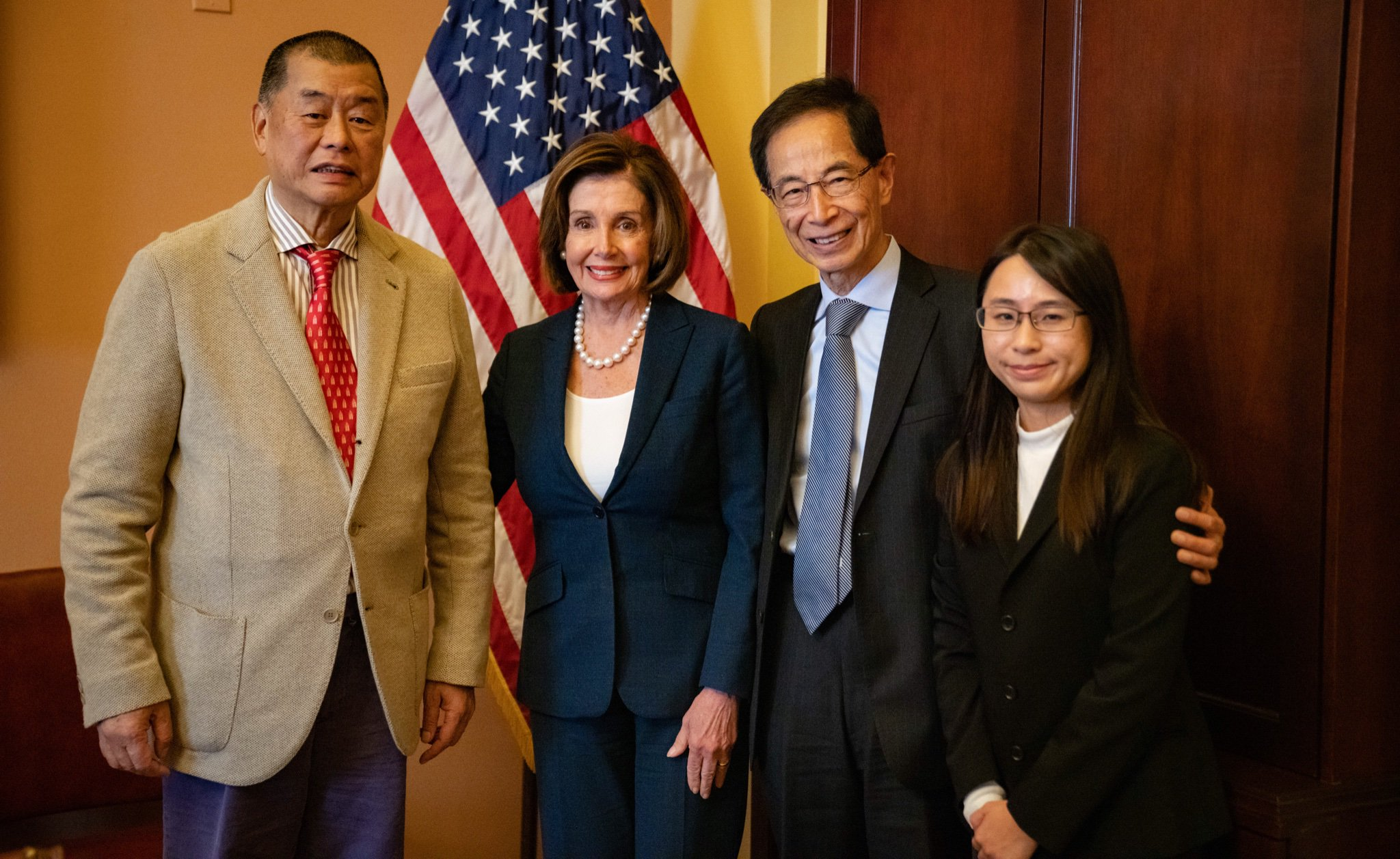
Incontro, insieme a Martin Lee e Janet Pang, con la speaker della Camera degli Stati Uniti, Nancy Pelosi, nel periodo più acceso delle proteste pro-democrazia nell'ottobre 2019

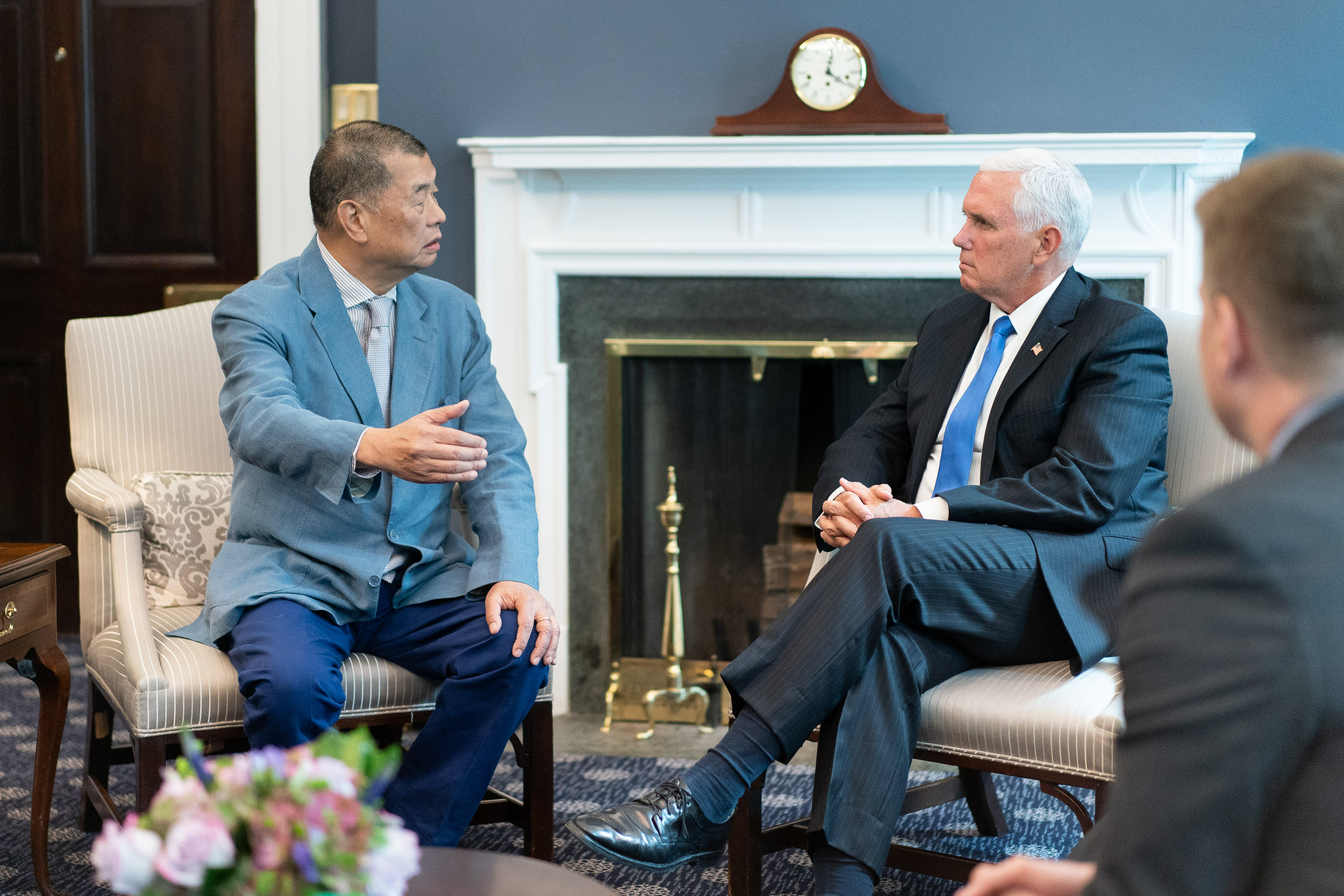
Lai con il Vice presidente degli Stati Uniti Mike Pence per discutere nel luglio 2019 delle proteste pro-democrazia di Hong Kong

Per solidarietà i cittadini di Hong Kong hanno acquistato in massa le copie dell'Apple Daily(in prima pagina "Apple Daily" ha mostrato un'immagine di Lai in manette con il titolo: "Apple Daily deve combattere"), portandone la tiratura dalle 70 000 copie solite a 550.000, e comprato azioni della Next Digital che a fine giornata segnava un +331%.
L'Ufficio per gli affari di Hong Kong e Macao, un'agenzia della Cina continentale, ha accolto con favore l'arresto e ha chiesto che Lai sia severamente punito. L'Hong Kong Journalists Association ha descritto il raid come "orrendo" e senza precedenti a Hong Kong. Il Partito Democratico ha accusato il governo di aver cercato di creare un effetto agghiacciante nell'industria dei media di Hong Kong. L'ex governatore Chris Patten ha definitogli eventi come "l'assalto più oltraggioso di sempre" alla stampa di Hong Kong. Il capo del dipartimento di giornalismo dell'Università di Hong Kong ha definito il raid un "attacco scandaloso e vergognoso alla libertà di stampa". Altre figure pro-democrazia sono state arrestate per crimini di sicurezza nazionale lo stesso giorno, tra cui Agnes Chow, Wilson Li, Andy Li e almeno altre quattro persone.
L'11 agosto alcune delle persone arrestate sono state liberate su cauzione e a notte inoltrata è stato rilasciato anche Jimmy Lai. Ma il 2 dicembre 2020 è stato nuovamente arrestato dalla polizia per presunta frode, in quanto lui e due dirigenti di Next Digital avrebbero violato i termini di affitto per lo spazio degli uffici Next Digital. La polizia ha fatto riferimento a un'ulteriore indagine su una possibile violazione della legge sulla sicurezza nazionale contro uno dei tre, riferendosi a Lai. Il caso è stato rinviato all'aprile 2021, con Lai in libertà su cauzione.
L'11 dicembre 2020, Lai è diventata la prima figura di alto profilo ad essere accusata ai sensi della nuova legge sulla sicurezza nazionale per avere, è stato detto, cospirato e colluso con forze straniere per mettere in pericolo la sicurezza nazionale. Le prove principali di tali accuse, secondo i pubblici ministeri, consistevano in dichiarazioni che Lai aveva rilasciato su Twitter.
Il 23 dicembre 2020, Lai ha ottenuto la cauzione dall'Alta Corte alle seguenti condizioni: deposito di HK $ 10 milioni; HK $ 100.000 di deposito da parte di ciascuno dei suoi tre garanti; rimanere sempre a casa sua, tranne quando si fa rapporto alla polizia o si partecipa ad udienze (arresti domiciliari di fatto); consegnare tutti i documenti di viaggio; vietato partecipare o ospitare interviste o programmi mediatici; vietato pubblicare articoli su qualsiasi media, pubblicare messaggi o commenti sui social media, incluso Twitter; presentarsi alla polizia tre volte alla settimana.
Il 31 dicembre 2020, la Corte d'Appello finale gli ha ordinato di tornare in carcere dopo che il Dipartimento di Giustizia - sotto il procuratore Anthony Chau Tin-hang - ha presentato ricorso contro la sua liberazione su cauzione. Il 9 febbraio 2021, la Corte suprema di Hong Kong ha negato la cauzione; una nuova richiesta di cauzione presentata da Lai è stata respinta il 19 febbraio.
Il 16 febbraio, Lai è stato arrestato mentre era già in prigione per presunte violazioni della legge sulla sicurezza nazionale, inclusa l'accusa di aver aiutato l'attivista Andy Li nel suo sfortunato tentativo di fuggire a Taiwan con altre undici persone nell'agosto 2020.
Il 1º aprile 2021 è stato condannato insieme a Martin Lee ed altri per manifestazione non autorizzata per avere guidato il grande corteo di protesta (oltre un milione e settecentomila persone) nell'agosto 2019. La pena è stata annunciata il 21 aprile 2021: 14 mesi. Pena invece sospesa per Martin Lee, 82 anni, e Margaret Ng, 73 anni. Mentre veniva pronunciata la sentenza, amici e familiari hanno gridato "stand strong" e altre parole di supporto.
Il 28 maggio 2021 è stato condannato ad altri 13 mesi di carcere per aver partecipato a una manifestazione non autorizzata a favore della democrazia nell’ottobre del 2019. Inoltre i beni di Lai sono stati tutti congelati dal governo di Hong Kong, comprese le azioni di Next Digital Limited e i conti immobiliari e bancari locali di tre società di sua proprietà. Il quotidiano Apple Daily, il più diffuso ad Hong Kong, è stato costretto a chiudere.

## Collezione d'arte
Lai è anche conosciuto come un collezionista d'arte, in particolare per una collezione di pezzi dell'artista Walasse Ting. Ting ha creato circa 4.000 pezzi nel corso della sua vita, e 1.000 di questi sono nella collezione di Lai. Erano amici dagli anni '80, e Lai era stato un sostenitore di Ting finanziariamente ed emotivamente. Molte opere di Ting si trovano nella sede di Next Digital a Hong Kong e a Taiwan.

## Vita privata
Lai e la sua prima moglie, Judy, ebbero tre figli. Judy lo lasciò per un altro uomo. Nel 1989 Lai ha incontrato la sua attuale moglie Teresa, allora studentessa universitaria di 24 anni; si sono sposati due anni dopo e hanno figli.
Lai è un cattolico praticante.

## Onorificenze
- Nel giugno 2021, Lai ha ricevuto il Gwen Ifill Press Freedom Award 2021 dal Committee to Protect Journalists, e nel dicembre dello stesso anno, insieme allo staff di Apple Daily, il Golden Pen of Freedom Award dalla World Association of Newspapers and News Publishers. Sebastien Lai ha ricevuto quest'ultimo premio a nome del padre incarcerato.
- Nell'aprile 2022, Lai è stato tra i cinque cittadini di Hong Kong ad essere nominati per il Premio Nobel per la Pace per "aver messo in gioco la sua libertà".
- Nel maggio 2022, Lai è stato insignito di una laurea honoris causa dalla Catholic University of America, per la sua fede e la decisione di rimanere a Hong Kong per lottare per la democrazia. A causa della sua attuale prigionia, il premio è stato ritirato dal figlio di Lai, Sebastien.